# شهرستان زیجین
زیژین (به لاتین: Zijin County) یک شهرستان در جمهوری خلق چین است که در هیوان واقع شده‌است.